# Judith Durham
Judith Durham, nascida Judith Mavis Cock,  (Melbourne, 3 de julho de 1943 – Melbourne, 5 de agosto de 2022), foi uma cantora, compositora e música australiana que se tornou a vocalista do grupo popular de música folclórica australiana The Seekers em 1963.
Posteriormente, o grupo tornou-se o primeiro grupo de música pop australiano a alcançar um grande sucesso de vendas e gráficos no Reino Unido e nos Estados Unidos, e vendeu mais de 50 milhões de discos em todo o mundo. Durham deixou o grupo em meados de 1968 para seguir carreira solo. Em 1993, Durham começou a fazer gravações esporádicas e performances com The Seekers, embora ela continue sendo uma artista solo. Em 1º de julho de 2015, ela foi nomeada vitoriana do ano por seus serviços à música e uma série de instituições de caridade.

## Vida pregressa

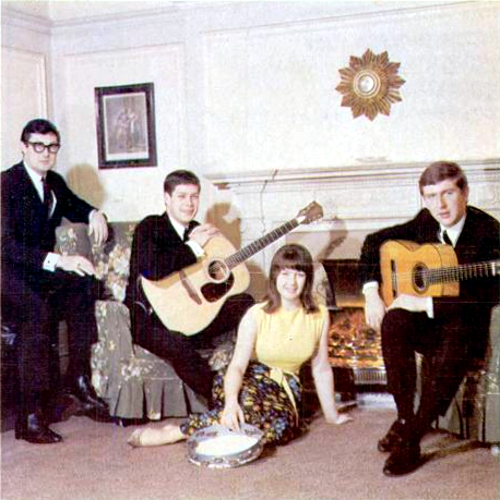
Trade ad for The Seekers' single "A World Of Our Own".To better adapt it to his respective Wikipedia article, the ad was cropped and cleaned in a graphics editing program. The original can be viewed at the source below.

Durham nasceu Judith Mavis Cock em Essendon, Victoria, para William Alexander Cock DFC, um navegador e descobridor da Segunda Guerra Mundial, e sua esposa, Hazel (née Durham). Até 1949 ela viveu no Mount Alexander Road Essendon e frequentou a Essendon Primary School.
Seu pai aceitou o trabalho em Hobart, na Tasmânia, em 1949. A família vivia em Taroona, um subúrbio de Hobart, a partir do início de 1950, onde Durham frequentou a Fahan School antes de voltar para Melbourne em 1956. Em Melbourne, ela foi educada na Ruyton Girls 'School Kew e depois se matriculou na RMIT.
Durham inicialmente planejou ser pianista e ganhou a qualificação de Associate in Music, Austrália (AMusA), em piano clássico na Universidade de Melbourne Conservatorium. Ela teve alguns compromissos profissionais tocando piano e também teve formação vocal clássica e tocou blues, gospel e jazz. Sua carreira de cantora começou uma noite aos 18 anos quando ela perguntou a Nicholas Ribush, líder da Melbourne University Jazz Band, no Memphis Jazz Club em Malvern, se ela poderia cantar com a banda. Em 1963, ela começou a se apresentar no mesmo clube com Frank Traynor's Jazz Preachers, usando o nome de solteira de sua mãe, Durham. Naquele ano ela também gravou seu primeiro EP, Judy Durham, com Jazz Preachers de Frank Traynor, pela W &amp; G Records.
Durham estava trabalhando como secretária na agência de publicidade J. Walter Thompson, onde em seu primeiro dia de trabalho conheceu o executivo de contas Athol Guy. Guy, que fazia parte de um grupo folclórico chamado The Seekers, que cantava nas noites de segunda-feira em um café chamado Treble Clef na Toorak Road, em Toorak, pediu a Durham que se juntasse a ele e aos The Seekers.

## The Seekers
Os Seekers consistiam em Durham, Athol Guy, Bruce Woodley e Keith Potger, sendo o último produtor de rádio da ABC. Foi através da posição de Potger que os três foram capazes de fazer uma fita demo em seu tempo livre. Isso foi dado à W & G Records, que queria outra amostra da voz de Durham antes de concordar em gravar um álbum de Jazz Preachers. A W & G, em vez disso, contratou os The Seekers para um álbum, Introducing The Seekers, em 1963. (Potger não aparece na capa do álbum porque ele não teve permissão para ter um segundo emprego). Durham, no entanto, gravou duas outras músicas com o Jazz Preachers, "Muddy Water" (que apareceu em seu álbum Jazz From the Pulpit ) e "Trombone Frankie" (uma versão adaptada de "Trombone Cholly" de Bessie Smith).
No início de 1964, The Seekers navegou para o Reino Unido na SS Fairsky em que o grupo comandou o entretenimento musical. Originalmente, eles haviam planejado voltar depois de dez semanas, mas receberam um fluxo constante de reservas. Em 4 de novembro de 1964, no Abbey Road Studios da EMI, The Seekers gravou "I'll Never Find Another You", composto e produzido por Tom Springfield e posteriormente lançado em dezembro de 1964. Em fevereiro de 1965, a música alcançou o número um no Reino Unido e Austrália, enquanto a gravação em 1966 de Springfield e " Georgy Girl " de Jim Dale (do filme de mesmo nome) alcançou o número dois (Billboard chart) e número um (Cashbox) nos Estados Unidos.
Em 1967, The Seekers estabeleceu um recorde oficial de todos os tempos, quando mais de 200.000 pessoas (quase um décimo da população da cidade inteira na época) se reuniram para o seu desempenho no Sidney Myer Music Bowl, em Melbourne. Sua especial de TV The Seekers Down Under marcou o maior público de TV de todos os tempos (considerando até o ano de 1967), e no início de 1968 todos receberam a maior honraria do país como " Australianos do Ano de 1967". Em uma turnê pela Nova Zelândia em fevereiro de 1968, Durham avisou o grupo que ela estava deixando The Seekers e, em seguida, saiu em julho de 1968.

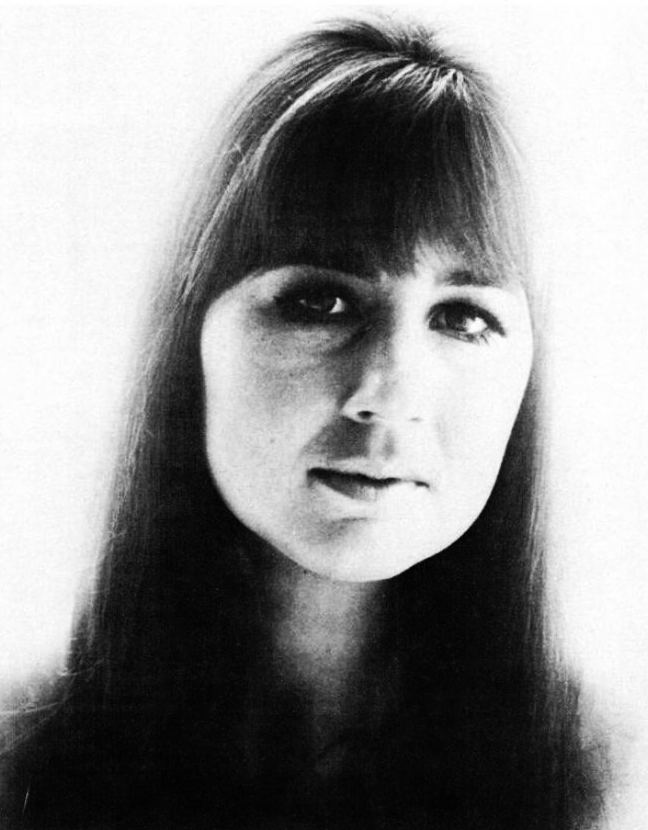
Foto promocional para o álbum solo de Durham Gift of Song, 1970

Durham retornou à Austrália em agosto de 1968 e seu primeiro especial solo de televisão, 'An Evening with Judith Durham', foi exibido na Nine Network em setembro. Durante sua carreira solo, ela lançou os álbuns intitulados For Christmas with Love, Gift of Song e Climb Ev'ry Mountain . Em 1970, ela fez o especial de televisão, Meet Judith Durham, em Londres, terminando com a sua interpretação de " When You Come to the End of a Perfect Day " por Carrie Jacobs-Bond (1862-1946).
Em 1975 Judith estrelou em um papel de atriz e cantora como Sarah Simmonds, uma performer burlesca em "The Golden Girl", um episódio da série de televisão australiana "Cash and Co.". Esse episódio também contou com o marido de Durham, Ron Edgeworth no piano. Ela realizou seis músicas, incluindo "Oh Susanna", "When Starlight Fades", "Maggie Mae", "Rock Of Ages", "There's No Place Like Home" e "The Lord Is My Shepherd".
Durante a década de 1970, ela retornou ao jazz tradicional e gravou Judith Durham e The Hottest Band em Town e Judith Durham e The Hottest Band em Town Volume 2 e em 1978, The Hot Jazz Duo. Durham se apresentou no The Newport Jazz Festival em 1978, recebendo uma ovação de pé na frente de uma multidão de 3.000 pessoas. Ela então se mudou para Queensland e se concentrou em suas composições.  
Em 1994, Durham começou a gravar álbuns novamente. Seu álbum de 1994, Let Me Find Love atingiu o número 8 na Austrália. Em 1996, ela lançou um álbum de covers, Mona Lisas, sob a direção do produtor Gus Dudgeon. Este foi relançado como Always There em 1997 com a adição da gravação solo de Durham, de "I am Australian" (com Russell Hitchcock do Air Supply e Mandawuy Yunupingu de Yothu Yindi) e a música tema Smith Family do título. Sua gravação de "Always There" foi lançada pela primeira vez em 1997 no CD Double Anthems, que também contava com "Common Ground", de Bruce Woodley, e " Advance Australia Fair ", dos Seekers.  
Em 2001, Durham fez outra turnê australiana e em 2003 ela excursionou pelo Reino Unido para comemorar seu aniversário de 60 anos. O seu concerto de aniversário no Royal Festival Hall em Londres foi filmado e lançado em DVD no final de 2004. O álbum foi lançado em CD e disponibilizado em formato digital em 2014, intitulado Live in London. Em 2006, The Seekers foi premiado com a "Chave da Cidade" de Melbourne pelo prefeito Lord Mayor John So. Como parte da cerimônia, Durham cantou parte de sua música "Seldom Melbourne Leaves My Mind" e mais tarde foi convidada pelo Charitable Fund do Lord Mayor para gravar a música, como arrecadadora de fundos, com a Orchestra Victoria.  
A decisão foi então feita para gravar The Australian Cities Suite com todos os recursos da venda do CD para ir ao setor de caridade. O álbum foi lançado em outubro de 2008. O projeto era para beneficiar instituições de caridade como a Associação de Doenças neuromotoras da Austrália (Durham é patrona nacional) e a Orquestra Vitória, além de outras instituições que se beneficiam do Fundo de Caridade do Lord Mayor ou sua rede nacional afiliada United Way.
Em 2006, Durham começou a modernizar a música e as frases do Hino Nacional Australiano, "Advance Australia Fair ". Ela o apresentou pela primeira vez em maio de 2009 no Federation Hall, St Kilda Road.
Em 13 de fevereiro de 2009, Durham fez um retorno surpresa para o Myer Music Bowl, quando realizou o número de encerramento no aniversário de 50 anos da RocKwiz Salutes the Bowl - Sidney Myer Music Bowl com "The Carnival is Over". Em 23 de maio de 2009, Durham realizou um concerto de uma hora a cappella em Melbourne como um lançamento para seu álbum Up Close and Personal.
Em outubro de 2011, foi anunciado que Durham havia assinado um contrato exclusivo com a Decca Records. George Ash, presidente da Universal Music Australasia, disse: "É uma honra ter Judith Durham na maravilhosa lista de artistas da Decca. Quando você pensa das lendas que enfeitaram o catálogo Decca Records, é o lar perfeito para acolher Judith, e nós não poderíamos estar mais animado para trabalhar com Judith, não só sobre suas novas gravações mas seu catálogo incrível também."
Entre 2011 e 2016, a Decca Records relançou Gift of Song e Climb Evry Mountain, The Australian Cities Suite e Up Close and Personal (como An A Capella Experience ), bem como duas compilações e um novo álbum de estúdio, Epiphany.  
Em junho de 2018, para celebrar o 75º aniversário de Durham, uma coleção de 14 músicas inéditas foi lançada no álbum So Much More.

## Vida pessoal
Em 21 de novembro de 1969, Durham se casou com seu diretor musical, o pianista britânico Ron Edgeworth, na Scot's Church em Melbourne.
Eles viviam no Reino Unido e na Suíça até meados da década de 1980, quando compraram propriedades em Nambour, Queensland. Em 1990, Durham, Edgeworth e seu gerente de turnê, Peter Summers, estiveram envolvidos em um acidente de carro na Calder Freeway. O motorista do outro carro morreu no local e Durham sofreu uma fratura no pulso e na perna. A resposta de seus fãs fez Durham pensar em voltar com os outros membros do Seekers para um show do Jubileu de Prata. Foi durante essa reunião que Edgeworth foi diagnosticado com doença dos neurônios motores. Ele morreu em 10 de dezembro de 1994 com Durham ao seu lado.
No final dos anos 90, Durham foi perseguida por sua ex-assistente pessoal, uma mulher que enviou dezenas de cartas pelo correio. A mulher foi posteriormente processada.
Em maio de 2013, durante a turnê The Jubileu de Ouro dos Seekers, Durham sofreu um derrame que diminuiu sua capacidade de ler e escrever - tanto linguagem visual quanto partituras musicais. Durante sua convalescença, ela progrediu para reconstruir essas habilidades. Sua capacidade de cantar não foi afetada pelo derrame.
Durham morreu após sofrer de bronquiectasia, uma doença pulmonar crônica de longa data, no The Alfred Hospital, em Melbourne, em 5 de agosto de 2022, aos 79 anos.

## Lançamentos solo

### Álbuns de estúdio
- For Christmas with Love (1968)
- Gift of Song (1970)
- Climb Ev'ry Mountain (1971) (re-released in 2015) AUS No. 44
- Judith Durham and The Hottest Band in Town (1974)
- Judith Durham and The Hottest Band in Town Volume 2 (1974)
- Let Me Find Love (1994) – AUS No. 8[15]
  - re-release Hold On to Your Dream (2000)
- Mona Lisas (1996)UK No. 46[16]
  - re-release Always There[17] (1997)
- Future Road (with The Seekers) (1997) AUS No. 4
- The Australian Cities Suite (2008) (re-released in 2012) AUS No. 81
- Up Close and Personal (2009)
  - re-release An Acappella Experience (2016)
- Epiphany (2011)
- It's Christmas Time (2013)

### Álbuns de compilação
- Australia's Own Judith Durham (1971)
- Here Am I (1972)
- The Silver Jubilee Album (with The Seekers) (1993) AUS No.3
- A Carnival of Hits (with the Seekers) (1994) UK No. 7
- Colours of My Life (2011) AUS No. 44[15]
- The Platinum Album (2013) AUS No. 36[18]
- So Much More (2018) AUS No. 46[19]

### Álbuns ao vivo
- The Hot Jazz Duo (with Ron Edgeworth) (1979)
- 25 Year Reunion Celebration (Judith Durham and the Seekers) (1993) AUS No. 9/ UK No. 93
- Live in Concert (Melbourne Welsh Male Choir with Judith Durham) (2002)
- Live in London (2014) NZ No. 16

### Extended plays
- Judy Durham (with Frank Traynor's Jazz Preachers) (1963)

### Singles
- 1964 "Trombone Frankie" (Frank Traynor's Jazz Preachers & Judy Durham) / "House Of The Rising Sun" (Frank Traynor's Jazz Preachers & Helen Violaris)
- 1967 "The Olive Tree"/"The Non-Performing Lion Quickstep" – UK No. 33[16]
- 1967 "Again and Again"/"Memories"
- 1970 "The Light Is Dark Enough" / "Wanderlove"
- 1970 "Take Care of My Brother" / "Wanderlove"
- 1970 "Let Me Find Love"/ "Music Everywhere"
- 1971 "Climb Ev'ry Mountain" / "What Could Be a Better Way"
- 1974 "I Wanna Dance to Your Music" / "Mama's Got the Blues" (with the Hottest Band in Town)
- 1974 "It's Goin' to Be a Beautiful Day"/ "Chase Those Blues Away" (with the Hottest Band in Town)
- 1974 "What'll I Do" / "The Hottest Band in Town" (with the Hottest Band in Town)
- 1975 "Down by the Riverside" / "Chase Those Blues away" (with the Hottest Band in Town)
- 1975 "I Love You" / "Gloryland"
- 1992 "Australia Land of Today"
- 1994 "A World of Our Own" (with the Seekers) UK: 76[20]
- 1994 "Georgy Girl (with the Seekers) UK: 79[20]
- 1997 "I Am Australian" (with Russell Hitchcock and Mandawuy Yunupingu) AUS: 17
- 1997 "Far Shore" (with the Seekers)
- 1997 "Calling Me Home" (with the Seekers)
- 1998 "Yil Lull" (as Singers For The Red Black & Gold)
- 2009 "Advance Australia Fair"